# Christoph-Michael Zeisner
Christoph-Michael Zeisner (* 5. Dezember 1943 in Gütersloh; † 12. Juli 2022 in Southbroom, Südafrika) war ein deutscher Sportschütze.

## Erfolge
Christoph-Michael Zeisner nahm an zwei Olympischen Spielen teil. 1972 belegte er in München auf die Laufende Scheibe über 50 Meter den fünften Platz, vier Jahre darauf belegte er in Montreal in derselben Disziplin Rang elf. Bei Weltmeisterschaften sicherte er sich beim Schießen auf den laufenden Keiler mit der Mannschaft vier Medaillen. 1974 wurde er in Bern Zweiter, 1975 in München Dritter. 1978 wurde er in Seoul mit der Mannschaft schließlich Weltmeister und belegte außerdem im gemischten Lauf den zweiten Platz. 1977 gewann Zeisner außerdem die westdeutsche Meisterschaft sowie einen Titel bei den Europameisterschaften.